# 瑞格利球场
瑞格利球场（英語：Wrigley Field）位于美国伊利诺伊州芝加哥市北側。目前是美國職棒大聯盟球隊芝加哥小熊的主场。落成于1914年，在现今大联盟所使用球场中，此場地的歷史仅次于波士頓紅襪隊主场芬威球場（1912年落成）。目前，瑞格利球场的容量為41,649人。2020年9月，被指定為美國國家歷史名勝。

## 歷史
瑞格利球場落成于1914年，當時稱為「威格曼球場」（Weeghman Park）。1920至1926年間，稱「小熊球場」（Cubs Park），1927年確立為現名。在现今大联盟所使用球场中，此場地的歷史仅次于波士頓紅襪隊主场芬威球場（1912年落成）。

## 建築特色
瑞格利球场的一个特色是它布满常青藤的外野墙。每年赛季中常青藤茂密的时候，经常会有球被打入枝叶之中。这种情况下，外野手可以向裁判示意，裁判可以根据情况判为場地二壘規則安打。如果外野手选择去找寻棒球，则打击球员可以选择继续跑垒。
图片

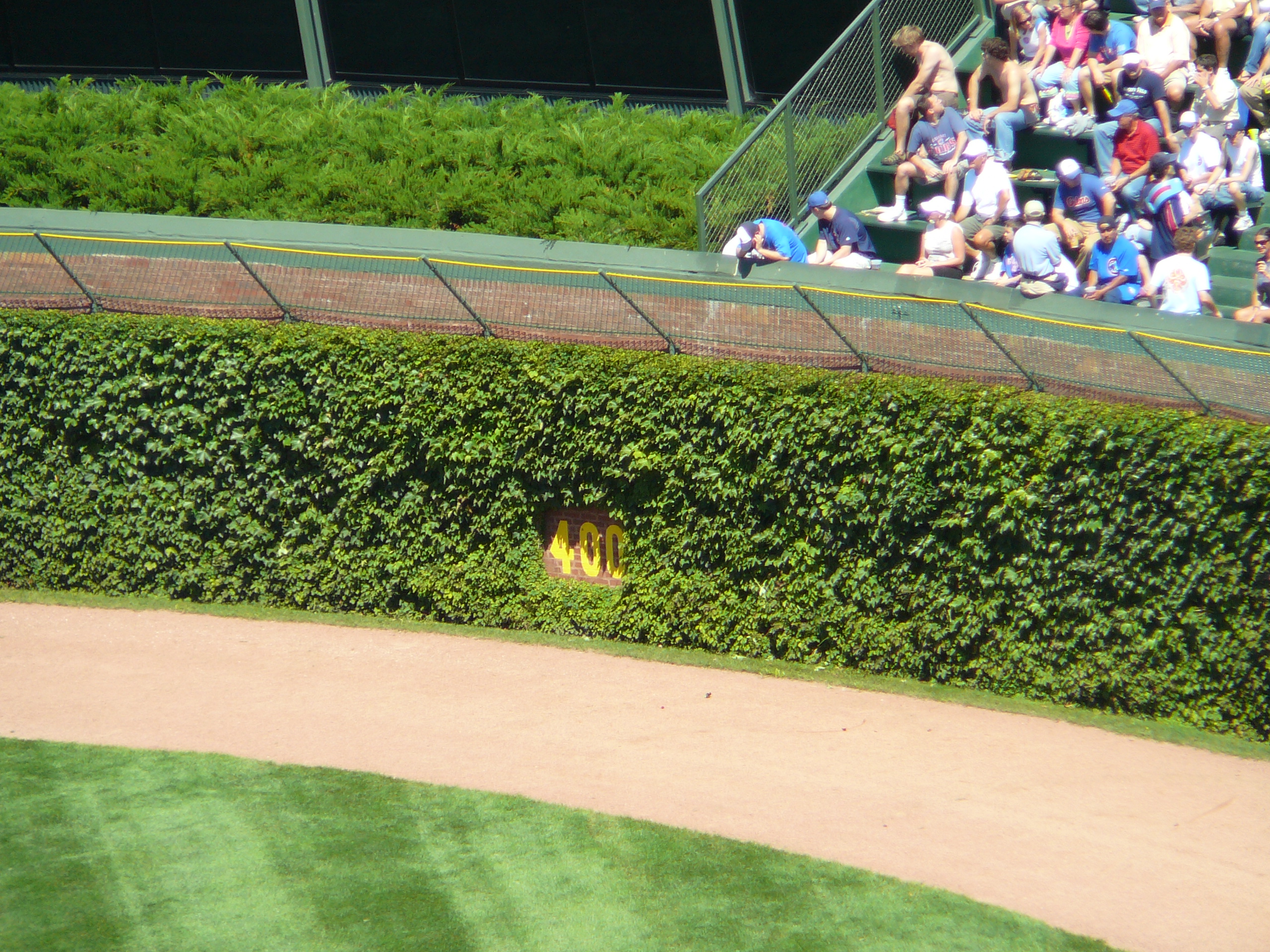
瑞格利球场的外野墙
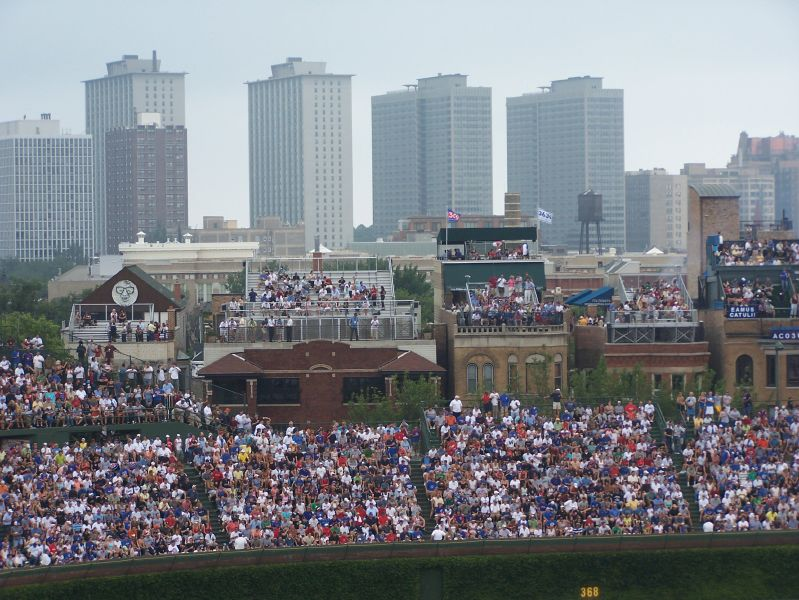
瑞格利球场外公寓楼顶修建的房顶座席
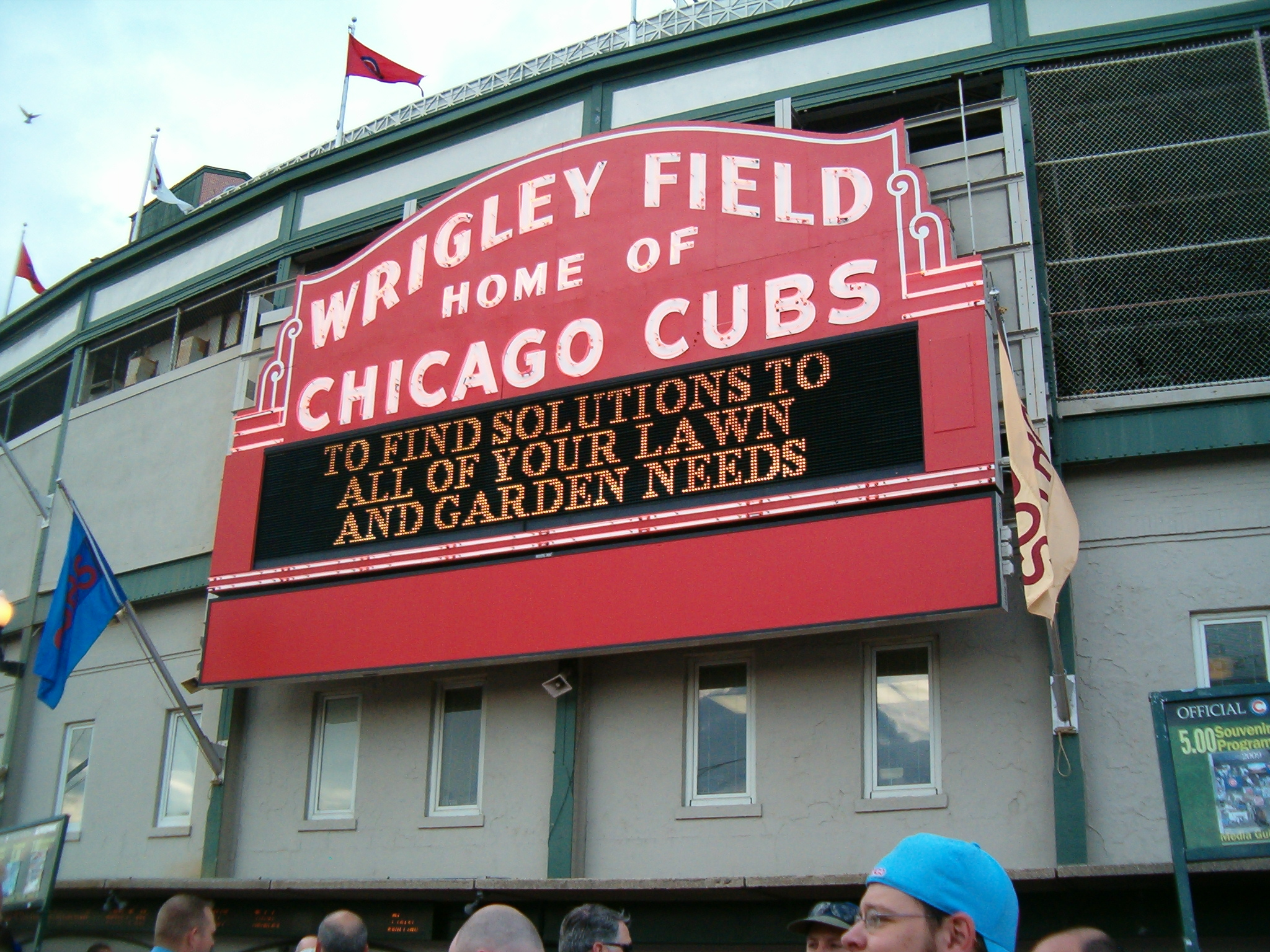
著名的球场正门电子招牌

## 用途
图片

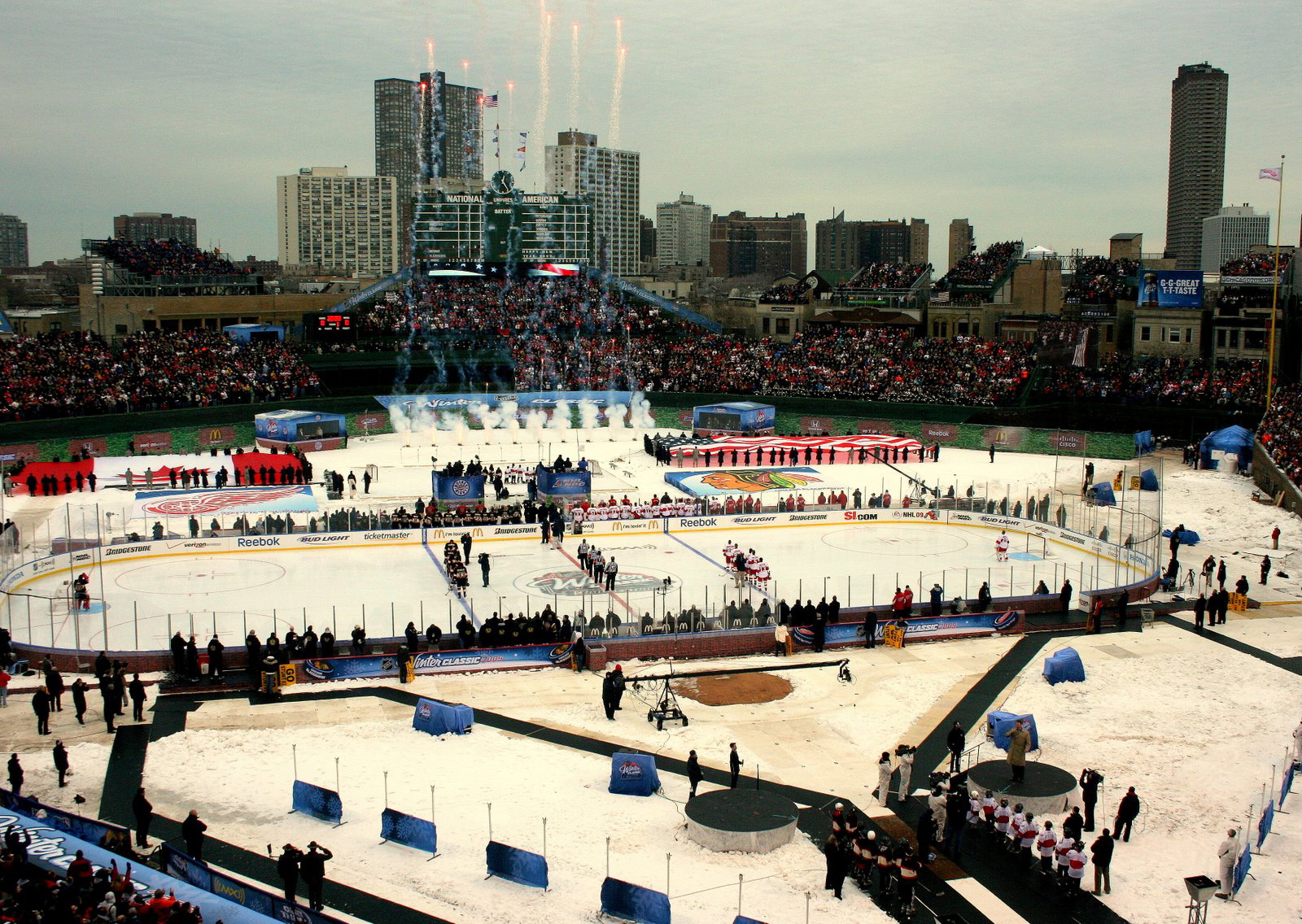
冬季在这里举办过露天冰球赛

## 交通
- 芝加哥地鐵紅綫 - 阿迪遜站